# Allium callimischon
Allium callimischon är en amaryllisväxtart som beskrevs av Heinrich Friedrich Link. Allium callimischon ingår i släktet lökar, och familjen amaryllisväxter.

## Underarter
Arten delas in i följande underarter:
- A. c. callimischon
- A. c. haemostictum